# Matthew Leske
Matthew William Leske (Lake Forest, 17 maggio 1991) è un pallavolista statunitense.
Gioca nel ruolo di centrale nel Team Pineapple.

## Carriera

### Club
La carriera di Matthew Leske inizia nei tornei scolastici statunitensi, quando gioca per la Highland Park HS. In seguito entra a far parte della squadra di pallavolo maschile della Ball State, partecipando alla NCAA Division I dal 2010 al 2014: salta l'edizione 2011 del torneo, mentre nel suo ultimo anno viene inserito nell'All-America Second Team.
Nella stagione 2015-16, dopo un'annata di inattività, firma il suo primo contratto professionistico, approdando in Grecia, dove disputa la Volley League col Lamia: nel gennaio 2016 lascia però il club, firmando poco dopo per il Mitteldeutschland di Spergau, dove finisce la stagione, nella 1. Bundesliga tedesca.
Torna quindi in patria dove, dopo un periodo di inattività, partecipa allo NVA Showcase 2017 e poi alla NVA 2018, vincendo lo scudetto e venendo insignito del premio di miglior centrale del torneo.

## Palmarès

### Club
- NVA: 1

2018

### Premi individuali
- 2014 - All-America Second Team
- 2019 - NVA: Miglior centrale